# Utica (Michigan)
Utica é uma cidade localizada no estado americano de Michigan, no Condado de Macomb.

## Demografia
Segundo o censo americano de 2000, a sua população era de 4577 habitantes.
Em 2006, foi estimada uma população de 4970, um aumento de 393 (8.6%).

## Geografia
De acordo com o United States Census Bureau tem uma área de 4,6 km², dos quais 4,6 km² cobertos por terra e 0,0 km² cobertos por água. Utica localiza-se a aproximadamente 198 m acima do nível do mar.

## Localidades na vizinhança
O diagrama seguinte representa as localidades num raio de 12 km ao redor de Utica.